# Aeroportul Aripuanã
Aeroportul Aripuanã (IATA: AIR, ICAO: SSOU) este un aeroport din Apiacás, Mato Grosso, Brazilia ce deservește zona Aripuanã. Aeroportul a fost tranzitat în 2022 de 2.095 de pasageri. A fost numit după zona deservită.
Situat la o altitudine de 137 m, aeroportul dispune de 3 piste.

## Infrastructură

### Piste
Aeroportul dispune de 3 piste: 
- pista 01/19 din pietriș, cu dimensiunile 1.000 m × 18 m
- pista 01/19 din asfalt, cu dimensiunile 1.300 m × 23 m
- pista 01/19 din asfalt, cu dimensiunile 1.300 m × 23 m